# Château de Carlat

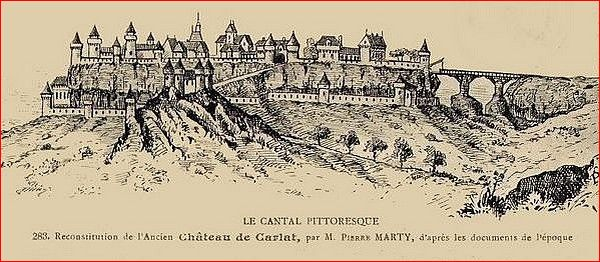
Carte postale de la fin du XIXe siècle reproduisant une gravure sur bois du début du XVIIe siècle représentant l'état du château et de ses bâtiments avant son arasement sous Louis XIII.

Le château de Carlat, siège de la vicomté du Carladès, était un château fort situé sur la commune éponyme dans le département du Cantal.

## Localisation
Le château occupait le sommet d'un plateau basaltique, auquel on accède par un escalier taillé dans une faille.

## Historique

Carlat : De gueules, au lion léopardé d'or.

La prise de Carlat en 508 par Thierry Ier (c.485-534), fils de Clovis, lui permet de contrôler définitivement l'Auvergne. Trois ans plus tard, après la mort de son père, il dut revenir dans le pays pour réprimer la révolte de deux chefs locaux : Basolus puis Arcadius.
Au VIIIe siècle, Pépin le Bref s’appuie sur le « castra » de Carlat dans le conflit qui l'oppose à Waïfre, prince d'Aquitaine. En 839, Louis le Débonnaire, fils de Charlemagne, y vint assiéger les troupes de son petit-fils Pépin II, roi d'Aquitaine.
En 1050, le château, mentionné depuis le Xe siècle, passe par mariage au vicomte de Millau et du Gévaudan, puis par héritage au roi d'Aragon. Ce dernier le cède avant 1196 au comte de Rodez. Il est pris par les Anglais en 1369. Le roi de France Charles VI le confisque en 1386 et le donne au duc Jean de Berry.
Louis XI vint en 1476 mettre le siège pour arrêter Jacques d'Armagnac, duc de Nemours, vicomte de Carlat, qui avait conspiré contre lui. Il en coûta dix-huit mois de siège, mais ce furent des tractations et des promesses qui le firent sortir du château. Arrêté, conduit à Paris dans une cage de fer, le Pauvre Jacques est décapité le 4 août 1477. En 1489, Pierre II de Bourbon acquiert de Jean d'Armagnac, fils aîné de feu Jacques III, les vicomtés de Carlat et de Murat.
Henri IV fait arrêter à Aurillac François du Pouget, sieur de Mourèze, gouverneur de Carlat, suspecté de faire partie de la conspiration du maréchal de Biron, et se faire remettre la place de Carlat. Mais sa femme, Marie d'Olivier, met le château en défense et refuse d'ouvrir jusqu'à ce qu'on libère son mari. Après pourparlers et transactions, le 19 juin 1602, Carlat est remis au roi et François du Pouget libéré. Henri IV démantèle le château en 1603 et 1604.

### Le séjour de Marguerite de Valois
Marguerite de Valois vient séjourner à Carlat, alors qu'elle séjournait à Agen et qu'elle cherchait à échapper à une armée envoyée pour la ramener à Nérac où séjourne son mari Henri de Navarre, futur Henri IV. Laissant derrière elle meubles, bijoux, bagages, elle gagne la Haute Auvergne où elle possède Carlat que lui a donné sa mère Catherine de Médicis, comtesse d'Auvergne. Six jours de suite, elle galope en croupe de Jean d'Aubiac, écuyer de ses écuries, avec ses dames et demoiselles qui la suivent comme elles peuvent sur des chevaux ou des ânes.
Partie d'Agen le 25 septembre 1585, on connaît avec exactitude son itinéraire : elle couche au village de Brassard, dans l'Agenais, le lendemain, à Saint-Projet ; le 27 à Bournazel ; le 28, elle est à Entraygues, dans le Rouergue ; le 29 à Montsalvy ; le 30, elle arrive à Carlat, où elle est attendue par le capitaine du château, Gilbert de Robert de Lignerac, connu sous le nom de Gilbert de Marzes. Les jours suivants, le train de la princesse arrive, avec ses meubles, ses robes, ses serviteurs.
Quelques semaines après son arrivée, en avril 1586, Marguerite tombe malade. Les médecins qui forment son service de santé, Étienne Boissonade, Raphaël de Mazure, François Chasnin, avec le chirurgien Nicolas Ferrand et l'apothicaire Charles Mérar ne comprennent pas les causes de son mal. On appelle donc des médecins du pays : Boyer, médecin d'Aurillac, Bériat, médecin de Murat (Cantal), Callot, médecin de Villefranche-de-Rouergue, et aussi le sieur Dulaunay, un fameux docteur de Moulins en Bourbonnais, auquel on donne 132 écus, « pour être venu à Carlat visiter ladite dame en sa maladie, où 40 jours à raison de trois écus par jour, et 12 écus pour l'aller et retour. » On envoie aussi lui chercher chaque jour un coquemard d'eau à la fontaine minérale de Vic que l'on rapporte sur un mulet et dont elle boit chaque matin.
En mai, elle est enfin remise, ce qui n'empêche pas le bruit de sa mort de courir à Paris où Brantôme s'en fait l'écho. Le 4 juin 1586, elle est à Vic-en-Carladez, où le bailli et les habitants lui offrent un spectacle de danses, de mime et une joyeuse collation. Elle y découvre la bourrée, danse villageoise qu'elle introduira plus tard à la cour. Sans doute aurait-elle aimé prolonger son séjour, mais deux problèmes vont l'obliger à quitter le Carladez : d'une part son trésor commence à être vide, d'autre part le gouverneur de Carlat, Gilbert de Marzes meurt et est remplacé par son frère, François Robert de Lignerac, homme violent qui tue devant elle le fils de son apothicaire et cherche à éloigner Jean d'Aubiac que l'on dit être son amant. Suivant M. de Sistrières, c'est la crainte de la peste qui obligea Marguerite de Valois à quitter cette résidence pour se réfugier en Basse-Auvergne.
Toujours en croupe de son écuyer d'écurie, elle quitte le château le 20 octobre 1586 au petit matin pour se rendre à Ybois, près d'Issoire. Amblard de Scorailles-Claviers († 1592), seigneur de Murat-Larabe, a été chargé par la reine mère de commander et de protéger le convoi jusqu'à Usson. Elle emprunte la route des crêtes qui surplombe Vic à Pailherols, puis la grande estrade cantalès qui monte jusqu'au sommet du Plomb du Cantal, redescend par le col de Prat-de-Bouc au Lioran avant de rejoindre la vallée de l'Alagnon et Murat, puis Allanche. Les premières neiges sont tombées sur les monts du Cantal. À certains endroits, le chemin est si périlleux qu’elle fait la route à pied et finit le trajet dans un char à bœufs. Ensuite, elle passe par le Luguet, Besse, Saint-Saturnin. Dans chaque bourg, elle est reçue par les bourgeois et les seigneurs avec les honneurs que lui mérite son rang. Ensuite, elle passe l'Allier à gué, près d'Orbeil, et commence de gravir la pente qui conduit au château d'Ybois, commune d'Orbeil, à l'entrée de la vallée où prospère l'abbaye de Sauxillanges. Elle dira qu'elle y a trouvé des appartements délabrés, des vivres grossiers et chiches, une garnison hostile.

## Description
Situé sur le plateau et environné de ravins escarpés, le château possède en plus une double enceinte munie de tours puissantes.
À l'intérieur, une église, le couvent de clarisses, des casernes, des écuries, l'hôtel du gouverneur et le palais appelé « Bridoré », où Marguerite de Valois avait établi sa résidence et la commanderie de Malte, la plus importante commanderie de la Langue d'Auvergne.
La visite est libre.

### Maquette du château et du village
À l'office du tourisme, on peut admirer une maquette à l'échelle du 1/25e du château tel qu'il était en 1603 au moment de son démantèlement sur l'ordre d'Henri IV. Ce projet, entrepris depuis 1989 par des habitants de Carlat, s'appuie sur tous les documents d'archive d'époque, sur les fouilles entreprises au XIXe siècle, ainsi que sur les connaissances archéologiques et historiques acquises depuis. Les bâtiments du château sont restitués à l'identique en terre modelée par Daniel Georgin (de Carlat), cuite et céramiquée par Geneviève Delbert (de Vic). Le village d'origine et les fermes isolées sont réalisées avec des matériaux d'origine (pierre, bois, lauze, paille, etc.).